# جامعة لابينرنتا للتكنولوجيا

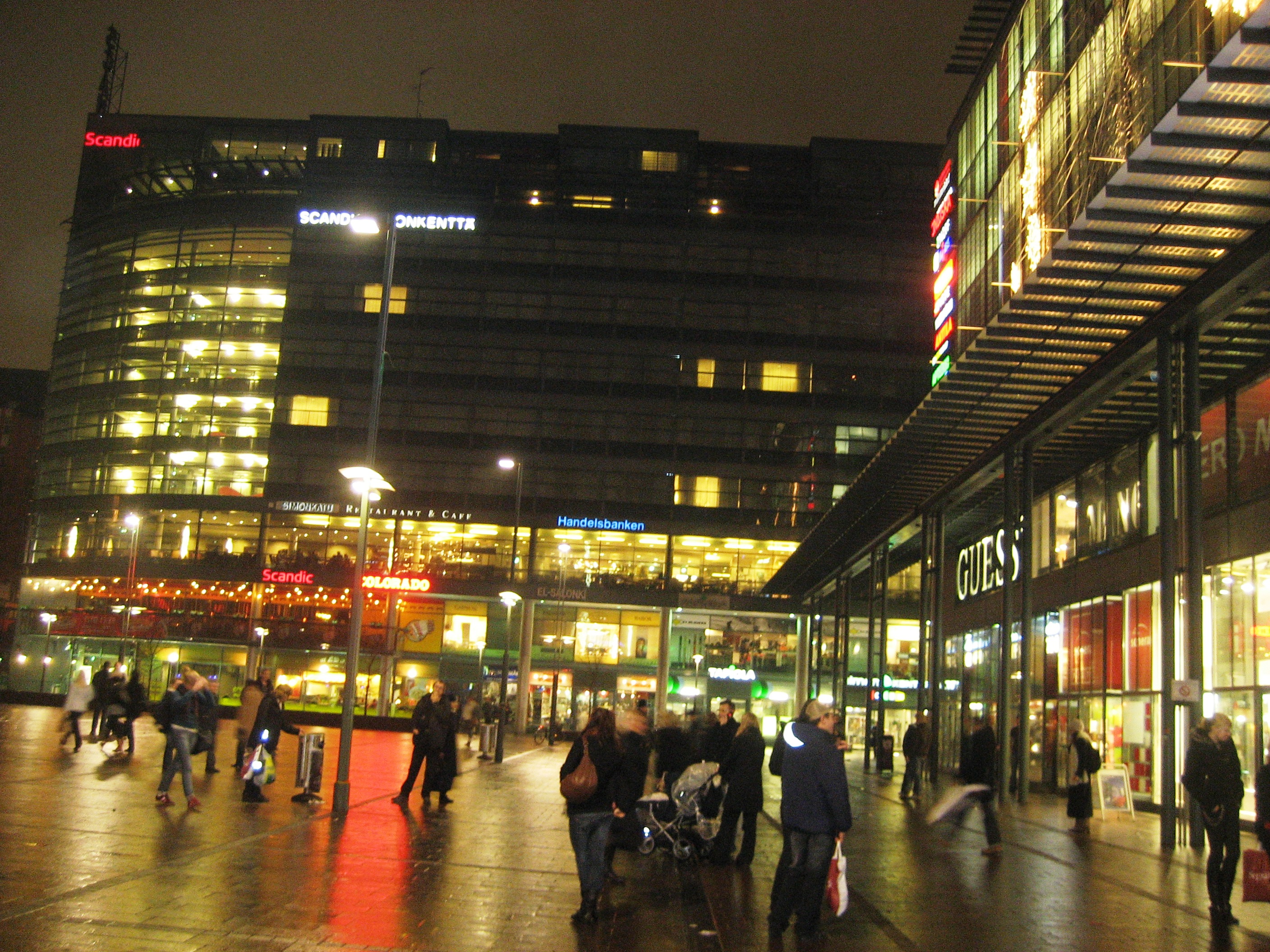
"جامعة لابينرنتا للتكنولوجيا"

جامعة لابينرنتا للتكنولوجيا (بالفنلندية: Lappeenrannan teknillinen yliopisto) تأسست في عام 1969. ويقع الحرم الجامعي على ضفة بحيرة سايما، حوالي 7 كيلومترات عن مركز مدينة لابينرنتا الفنلندية. في الخمسينات والستينات كانت الحكومة الفنلندية تخطط لإنشاء جامعة فنلندا الشرقية في لابينرنتا، ولكن في النهاية تمت لامركزتها في ثلاث مدن: لابينرنتا ويوينسو وكووبيو. وقعت أقسام الهندسة فقط في لابينرنتا آنذاك. تم تأسيس قسم إدارة الأعمال التجارية، وبدأ تدريس الاقتصاد في عام 1991.
في أيامنا هذه، جامعة لابينرنتا متخصصة في التكنولوجيا الصناعية (خصوصاً الغابات والطاقة) ، وتكنولوجيا المعلومات والاقتصاد. لقربها من الحدود الشرقية لفنلندا، تقدم الجامعة أيضاً خبرة شاملة ذات صلة بروسيا. علاوة على ذلك، تتعاون جامعة لابينرنتا للتكنولوجيا بشكل وثيق مع الحياة التجارية وبجوار الجامعة يقع مركز كارلتك للتكنولوجيا. تدير الدولة الجامعة وتمولها، على غرار جميع جامعات فنلندا الأخرى.